# Cladonia elixii
Cladonia elixii Ahti & V. Wirth (2001), è una specie di lichene appartenente al genere Cladonia,  dell'ordine Lecanorales.
Il nome proprio deriva dal lichenologo australiano Jack Elix, prolifico studioso della chimica dei licheni.

## Caratteristiche fisiche
Il fotobionte è principalmente un'alga verde delle Trentepohlia.

## Località di ritrovamento
La specie è stata rinvenuta nelle seguenti località:
- Nuova Zelanda

## Tassonomia
Questa specie appartiene alla sezione Cocciferae; a tutto il 2008 non sono state identificate forme, sottospecie e varietà.